# Чхосан
Чхосан — уезд (кун) в провинции Чагандо Северной Кореи. Граничит с Китаем на севере.
Во время Корейской войны, 26 октября 1950 года, южнокорейские силы достигли реки Ялуцзян в Чхосане, незадолго до массовой китайского контратаки.
В 1999 году комплекс гробниц времён царства Когуре был раскопан в Чхосане.

## География
Местность горная. Склоняется от гор Каннам на юге до реки Ялуцзян на севере. Самый высокий пик Намхэтэсан (남해 태산, 1079 м). Около 20 % земель пригодны для земледелия, животноводство и пчеловодство играет важную роль. 76,1 % территории занято лесами.
Климат континентальный, с жарким летом и холодной зимой. Самая высокая температура, зарегистрированная в Северной Корее — 41 ° С, была зафиксирована в Чхосане в июле 1961 года.